# Бехар, Джой
Джозефи́на «Джой» Викто́рия Бе́хар (англ. Josephina «Joy» Victoria Behar [ˈbeɪhɑːr], урождённая Оккью́то (итал. и англ. Occhiuto), род. 7 октября 1942) — американский комик, сценарист, актриса и сохозяйка ток-шоу «The View». Осенью 2009 году запустила собственное ток-шоу «Шоу Джой Бехар».

## Биография
Бехар, италоамериканка, родилась в Уиллиамсбурге (Бруклин) 7 октября 1942 года. Её семья родом из Калабрии, Италия. Её мать, Роуз, была швеёй, а отец, Джино, водителем грузовика компании Кока-Кола Джой вышла замуж за Джо Бехара в 1965 году, в 1981 году они развелись. За время брака у них родилась дочь Ева (род. 1970). С 12 июля 1982 года живёт в гражданском браке с Стивом Яновицом. 17 марта 2009 года Бехар в интервью Барбаре Уолтерс заявила, что планирует выйти замуж за Стива.. Но через три месяца она передумала.
Бехар окончила колледж Куиннса со степенью бакалавра искусств в 1964 году и степень магистра науки и искусств в университете Стоуни-Брук в 1966 году.

## Карьера
С 1997 года Бехар участвует в ток-шоу «The View». Первоначально она заменяла Барбару Уолтерс, но позже стала появляться с другой ведущей шоу, Вупи Голдберг, в юмористическом шоу «Комическая помощь». 27 марта 2006 года Стар Джонс, бывшая ведущая «The View», на вопрос Бехар о её последних операциях, резко ответила: «Даже сегодня вы [Бехар] всё та же дрянь».
В августе 2009 года Бехар, наряду с Вупи Голдберг, Шерри Шеферд, Барбарой Уолтерс и Элизабет Хессельбек, получила премию Эмми в номинации «Лучшее шоу».

## Награды и номинации
GLAAD Media Awards
- 2010 — «Лучшие в медиаиндустрии»

Дневная премия «Эмми»
- 1998 — Номинация за «Выдающееся шоу» (The View)
- 1999 — Номинация за «Выдающееся шоу» (The View)
- 2000 — Номинация за «Выдающееся шоу» (The View)
- 2001 — Номинация за «Выдающееся шоу» (The View)
- 2002 — Номинация за «Выдающееся шоу» (The View)
- 2003 — Номинация за «Выдающееся шоу» (The View)
- 2003 — Премия за «Лучшее ток-шоу» (The View)
- 2004 — Номинация за «Выдающееся шоу» (The View)
- 2005 — Номинация за «Выдающееся шоу» (The View)
- 2006 — Номинация за «Выдающееся шоу» (The View)
- 2007 — Номинация за «Выдающееся шоу» (The View)
- 2008 — Номинация за «Выдающееся шоу» (The View)
- 2009 — Премия за «Выдающееся шоу» (The View)
- 2010 — Номинация за «Выдающееся шоу» (The View)